# Distretto di Morona
Il distretto di Morona è uno dei sei distretti della provincia di Datem del Marañón, in Perù. Si trova nella regione di Loreto e si estende su una superficie di 10.777 chilometri quadrati.
Istituito il 2 luglio 1943, ha per capitale la città di Puerto Alegría.